# Ruhwinkel
Ruhwinkel település Németországban, Schleswig-Holstein tartományban. Lakosainak száma 963 fő (2023. december 31.).

## Népesség
A település népességének változása:
| Lakosok száma | 965  | 982  | 987  | 964  | 978  | 963  |
|               | 1975 | 2017 | 2019 | 2021 | 2022 | 2023 |